# Image Systems
Image Systems AB är ett svenskt mätteknikföretag för bildanalys med säte i Linköping, som grundades i Stockholm 1988 som Digital Vision. Det utvecklar dels automations- och mätsystem för sågverksindustrin, dels beräkningsmjukvara för högupplöst bildhantering, riktat mot försvars- och bilindustrin. 
Företaget har delvis sina rötter i forskning om höghastighetsfotografi inom Linköpings universitet, som ledde till bildande av företaget Innovative Vision 1983. Detta företag övertogs 1996 av Saab Combitech, varefter verksamheten för analys av höghastighetsfilm 1999 separerades i det ett nytt företag, Image Systems AB. Digital Vision köpte 2011 Image Systems AB och bytte namn till Image Systems AB.
År 2012 förvärvades Sawco Holding AB och Remacontrol Sweden AB, vilka tillverkade mätutrustning för skanning och beräkning för sågverkens timmersortering, justerverk och hyvlerier.
Image Systems avyttrade 2014 sin divison Digital Vision, med filmproduktion och utveckling av HD-teknik.
Image Systems aktie noterades 1999 på Stockholmsbörsen under namnet Digital Vision Aktien är sedan 2011 noterad under namnet Image Systems, numera på Small Cap-listan.